# Richard Roxburgh
Richard Roxburgh, född 1 januari 1962 i Albury, New South Wales, är en australisk skådespelare.
Roxburgh har varit med i filmer som Van Helsing (2004), The League (2003), Mission Impossible 2 (2000) Baskervilles hund (2002) och The One and Only (2002). Roxburgh är gift med skådespelaren Silvia Colloca sedan 25 september 2004.

## Filmografi (i urval)
- 2000 – Mission: Impossible 2
- 2001 – Moulin Rouge!
- 2002 – The One and Only
- 2002 – Baskervilles hund (TV-film)
- 2003 – The League
- 2004 – Van Helsing
- 2005 – Från andra sidan
- 2011 – Sanctum
- 2016 – Hacksaw Ridge
- 2018 – Biet Maya – På nya honungsäventyr (röst)
- 2019 – Catherine the Great (TV-serie)
- 2020 – The Crown (TV-serie)
- 2022 – Elvis